# Suran Dickson
Suran Dickson (nacida en 1977) es la directora ejecutiva de la organización británica Diversity Role Models, la cual trabaja para reducir el acoso homofobico en escuelas. La misma fue fundada en 2011.
En 2014, The Independent on Sunday clasificó a Dickson 10º en su "Lista Arco Iris" (Rainbow List) como las personas LGBT más influyentes, habiendo clasificado en el puesto 20º en la lista de 2013, y aparece como "tesoro nacional" en la lista de 2011. En 2014, The Guardian la puso en el puesto 54.º de su "Lista Potencia Mundial del Orgullo" (World Pride Power List), bajando al puesto 73.º en la lista de 2013.
Dickson es neozelandesa, y antes de la creación de "Diversidad de Modelos a Seguir" (Diversity Role Models), trabajó como maestra de escuela en Nueva Zelanda y en Reino Unido.